# Chilicola penai
Chilicola penai är en biart som beskrevs av Willis och Packer 2008. Chilicola penai ingår i släktet Chilicola och familjen korttungebin. Inga underarter finns listade i Catalogue of Life.